# Cemitério Monumental de Milão

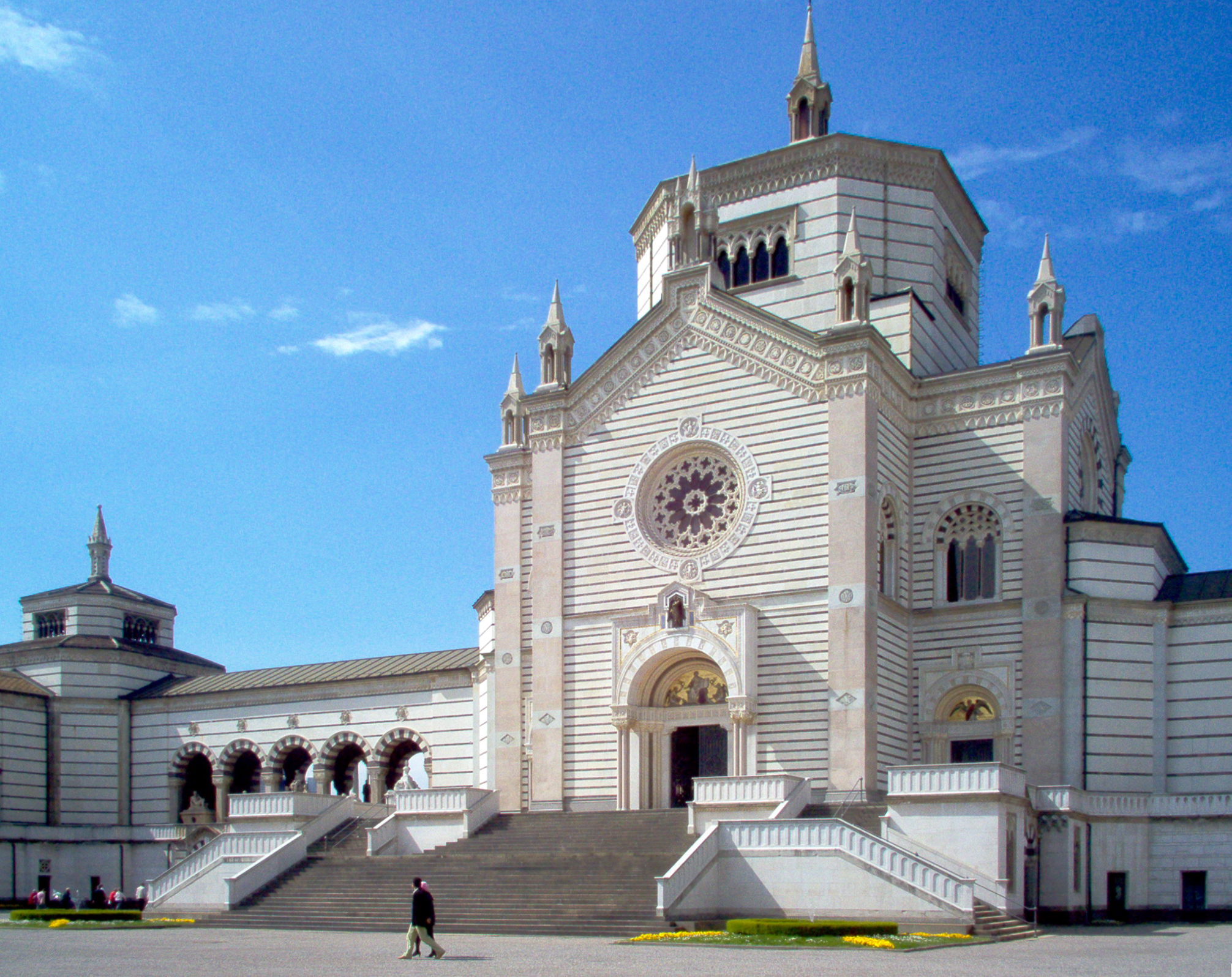
Vista do Cemitério Monumental de Milão.

O Cemitério Monumental de Milão é um dos dois grandes cemitérios da cidade italiana de Milão, tendo sido projetado pelo arquiteto Carlo Maciachini (1818-1899). Inaugurado em 1866, é conhecido localmente por possuir muitas obras de arte ornamentando os jazigos das personalidades italianas ali sepultadas. No seu interior encontra-se o Civico Mausoleo Palanti, mausoléu dedicado às mais ilustres personalidades de Milão.
Muitos dos túmulos pertencem a dinastias industrialista e foram concebidos por artistas de renome, como Giannino Castiglioni, Giò Ponti, Arturo Martini, Lucio Fontana, Medardo Rosso, Giacomo Manzù, Floriano Bodini, e Giò Pomodoro.

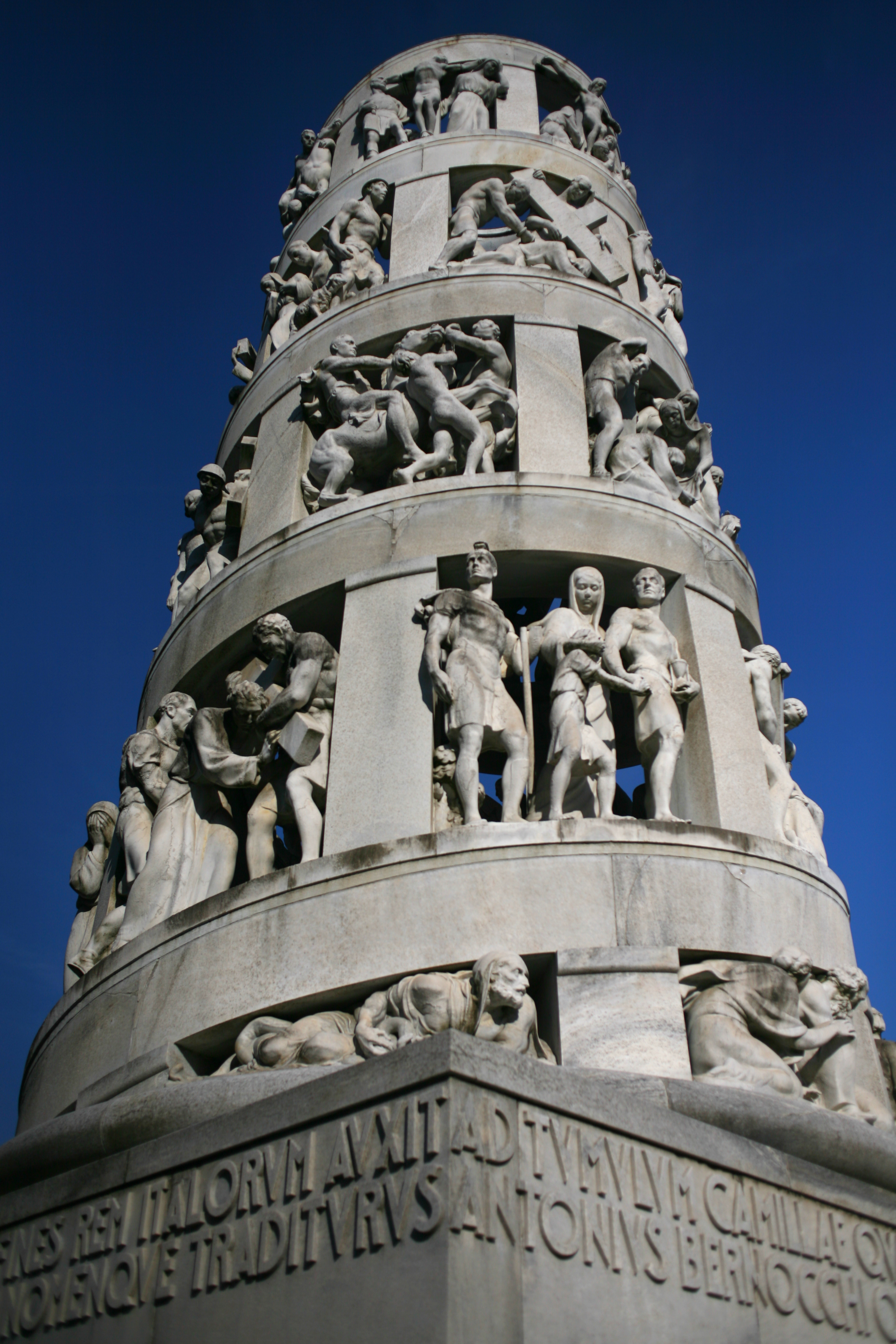
monumento a Antonio Bernocchi

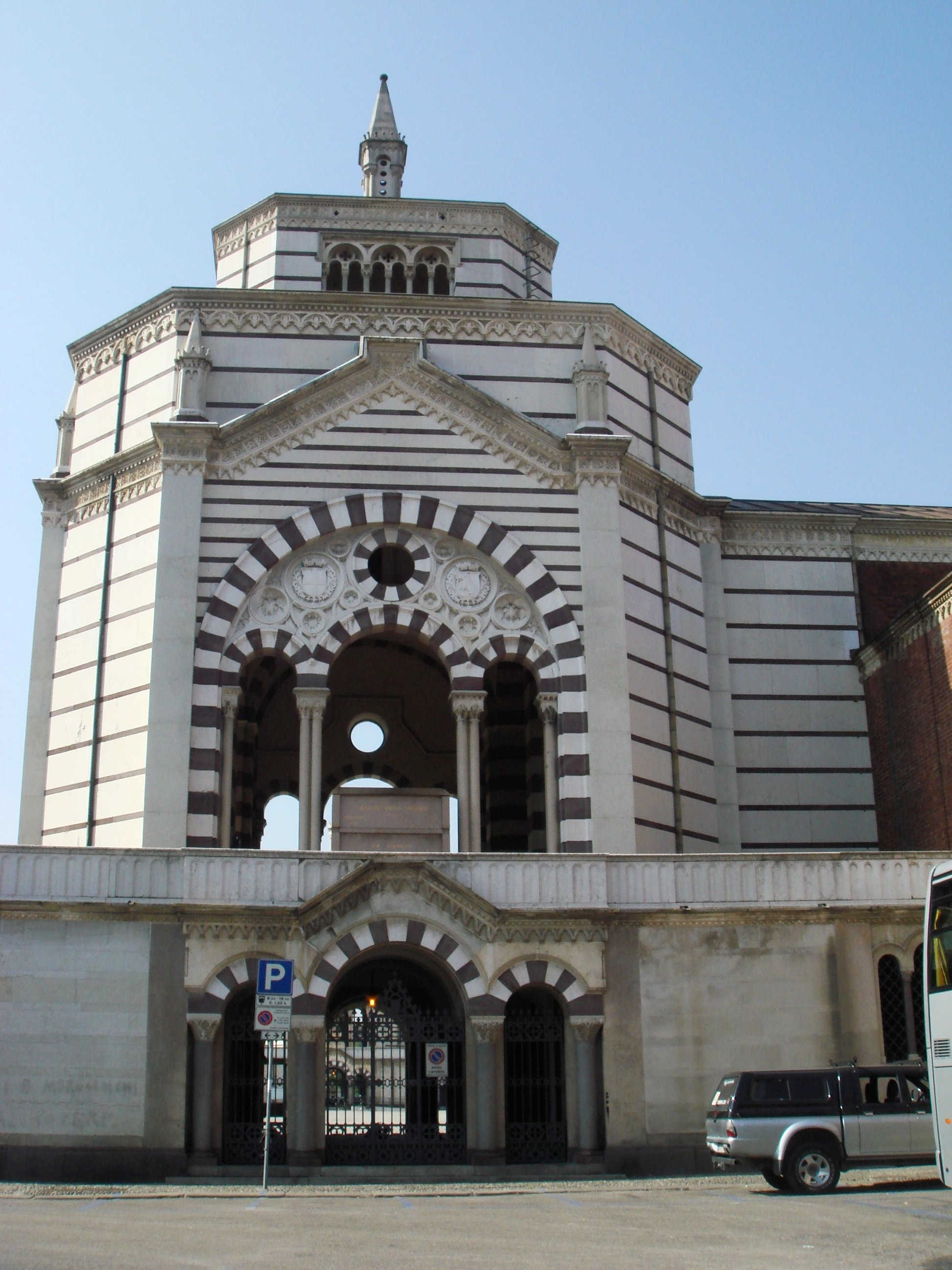
Entrada do Cemitério.

## Personalidades sepultadas
No Cemitério Monumental de Milão encontram-se sepultadas as seguintes personalidades:
- Alberto Ascari (1918-1955), piloto de Fórmula 1
- Antonio Ascari (1888-1925), automobilista
- Ernesto Bazzaro (1859 - 1937), escultor
- Luca Beltrami (1854-1933), arquiteto
- Arrigo Boito (1842-1918), compositor
- Gino Bramieri (1928-1996), comediante e ator
- Carlo Cattaneo (1801-1869), filósofo
- Alfredo Catalani (1854-1893), compositor
- Walter Chiari (1924-1991), ator
- Franco Corelli (1921-2003), tenor de ópera
- Giovanni D'Anzi (1906 – 1974) músico, cantor e compositor
- Filippo Filippi (1830-1887), jornalista e crítico musical
- Giorgio Gaber (1939-2003), cantor, compositor e comediante
- Giuseppe Gervasini (1867-1941), religioso
- Luigi Giussani (1922-2005), religioso, fundador do movimento Comunhão e Libertação
- Vladimir Horowitz (1903-1989), pianista
- Herbert Kilpin (1870-1916), fundador da Associazione Calcio Milan
- Anna Kuliscioff (1857, 1925), ativista política
- Emilio Longoni (1859-1932), pintor
- Alessandro Manzoni (1785-1873) poeta, novelista
- Filippo Tommaso Marinetti (1876-1944), poeta
- Alda Merini (1931 - 2009), poetisa
- Bruno Munari (1907-1998), artista
- Giovanni Pesce (1918-2007), membro da resistência comunista
- Francesco Maria Piave (1810-1876), poeta
- Emilio Polli (1901-1983), lenda Europeu de natação italiana, embaixador esportes
- Amilcare Ponchielli (1834-1886), compositor
- Salvatore Quasimodo (1901-1968), poeta e vencedor do prêmio Nobel de Literatura de 1959.
- Medardo Rosso (1858-1928), escultor
- Temistocle Solera (1815-1878), poeta e compositor de óperas
- Arturo Toscanini (1867-1957), maestro
- Filippo Turati (1857-1932), político
- Leo Valiani (1909-1999), escritor e político
- Giuseppe Verdi (1813 – 1901), compositor, seu corpo foi exumado e encontra-se atualmente na Casa di Riposo per Musicisti
- Giovanni Pettenella (1943 – 2010), ciclista e campeão olímpico
- Antonio Maspes (1932 – 2000), ciclista e campeão olímpico